# Nazionale maschile di rugby a 15 del Sudafrica
La nazionale sudafricana di rugby a 15 (in afrikaans Suid-Afrikaanse nasionale rugbyspan; in inglese South Africa national rugby union team) è la rappresentativa nazionale maschile di rugby a 15 del Sudafrica.
Opera sotto la gestione della South African Rugby Union ed è tra le nazionali più importanti del mondo rugbistico: ha infatti vinto quattro edizioni della Coppa del Mondo  ed è prima nel piazzamento World Rugby.
I suoi componenti sono noti anche con il nome familiare di Springbok, dal nome dell'omonima antilope che vive in Africa meridionale, talvolta erroneamente tradotto in italiano come gazzella (che richiama altri generi di antilope).
Partecipa annualmente al Rugby Championship, torneo che la vede contrapposta ad Argentina, Australia e Nuova Zelanda.
Con la nazionale australiana si contende il Mandela Challenge Plate, mentre contro gli All Blacks la Freedom Cup.
La prima organizzazione ufficiale di rugby in Sudafrica fu la South African Rugby Board, nata nel 1889 e attiva fino al 1992.
A seguito della fine dell'apartheid, il 23 marzo di tale anno le due organizzazioni che gestivano separatamente lo sport praticato dai bianchi e quello praticato dai neri diedero luogo a una fusione che generò la South African Rugby Football Union, che dal 2005 divenne l'attuale South African Rugby Union.
Con la fine dell'apartheid la nazionale sudafricana di rugby fu anche ammessa per la prima volta a partecipare alla Coppa del Mondo di rugby, la cui edizione del 1995 la vide come Paese ospitante e vincitrice. Dal 3 novembre 2019 la squadra occupa la 1ª posizione del ranking mondiale.

## Storia

### I primi passi a livello internazionale

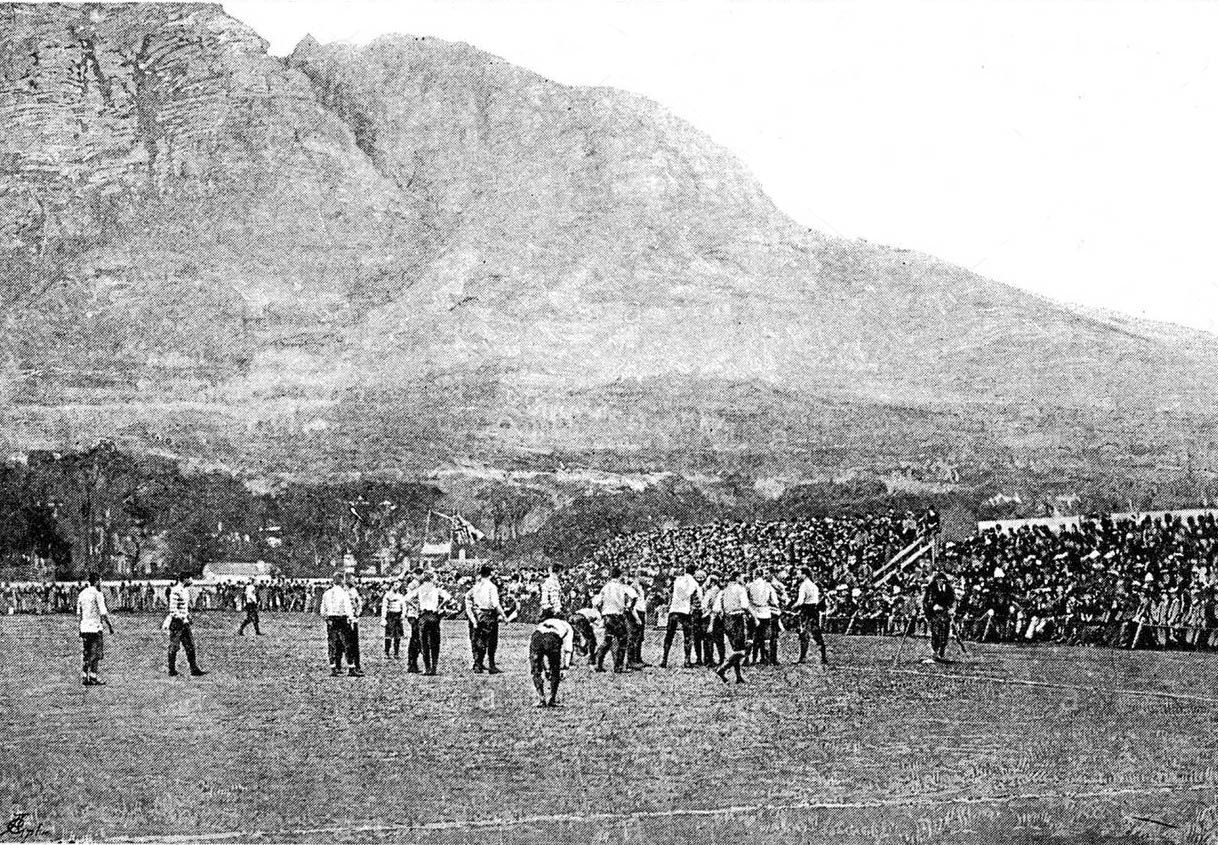
La prima partita delle Isole britanniche nel tour del 1891 disputata contro la Colonia di Città del Capo.

Il primo tour di una squadra delle Isole britanniche in Sud Africa ebbe luogo nel 1891, finanziato dal primo ministro della Colonia di Città del Capo, Cecil Rhodes. Le quattro partite di quel tour furono le prime disputate da team sudafricani contro squadre straniere. Durante il tour si disputarono un totale di 20 incontri, tutti vinti dalla formazione delle Isole britanniche (i futuri British and Irish Lions) che presentarono la Currie Cup, la coppa conferita da allora in avanti alla squadra che vince il campionato sudafricano di rugby.
Nel 1891 la coppa venne assegnata per la prima volta ai Griqualand West, la squadra che aveva espresso la migliore prestazione durante le partite disputate contro la selezione britannica.
Il successo delle Isole britanniche proseguì anche nel tour del 1896, quando vennero disputate un totale di 21 partite. Le Isole britanniche vinsero tre dei quattro test disputati con quella che si potrebbe definire la nazionale sudafricana. Quel test marca l'inizio dello spirito del rugby sudafricano: un gioco incentrato sulla forza e sulla potenza dell'impatto fisico. Durante quel tour, la potenza degli avanti destò grande impressione nella squadra avversaria. L'ultimo test, vinto dai sudafricani, fu il vero punto di partenza del rugby sudafricano. In quelle partite il Sudafrica indossava delle magliette verdi, che il capitano della squadra, Barry Heatlie, era riuscito a farsi prestare dalla squadra del Diocesan College, società di cui faceva parte. Il tour del 1896 destò grande interesse sulla stampa locale e diede una grossa spinta alla diffusione del rugby nel paese.
Il rugby divenne così popolare che nel 1902, in piena Seconda Guerra Boera, provocò un temporaneo "cessate il fuoco", per far disputare un incontro tra l'esercito britannico e quello boero. La partita ebbe un grande riscontro tra la popolazione Boera, anche grazie ai prigionieri di guerra Afrikaner che nei campi di prigionia inglesi avevano cominciato a praticare questo sport. Terminata la guerra, i Boeri cominciarono a diffondere il rugby, in particolar modo fra la popolazione bianca; l'Università di Stellenbosch, una delle Università più importanti di tutto il Sud Africa, divenne un centro cruciale per i futuri giocatori e amministratori di rugby.
Nel 1903, per la prima volta, le Isole britanniche persero la serie di partite disputate contro i sudafricani. Dopo un pareggio nei primi due test, il terzo e ultimo si chiuse sul punteggio di 8-0 per i sudafricani. In tutto le Isole britanniche riuscirono a vincere solo 11 dei 22 incontri disputati in terra sudafricana. Da allora e fino al 1956 il Sudafrica non perse più alcuna serie di test sia in casa che in trasferta.

### Springboks

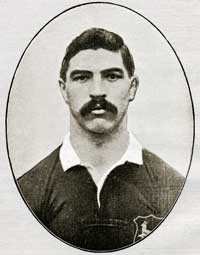
Paul Roos (1880–1948), fu il capitano della prima selezione sudafricana che partì in tour.

Paul Roos fu il capitano della prima nazionale sudafricana che, nel 1906-07, si recò in tour nelle Isole britanniche e in Francia. Il maggior numero di giocatori di quella squadra proveniva dalla Western Province, squadra che rappresentava e tuttora rappresenta le province occidentali del Sudafrica. In quel tour la squadra sudafricana giocò 29 partite, inclusi alcuni test con le quattro Home Nations. L'Inghilterra ottenne un pareggio, ma fu la Scozia l'unica delle nazionali a guadagnarsi una vittoria.
Fu durante quel tour che l'appellativo Springboks venne utilizzato per la prima volta. In una dichiarazione al Daily Mail del 20 settembre 1906, sei giorni prima della prima partita, il tour manager, J.C. Carden, dichiarò l'uniforme della nazionale sudafricana sarebbe stata di colore verde con colletto giallo e, all'altezza della parte sinistra del petto, sarebbe stato ricamato, in seta grigia, uno springbok (antilope).
Carden dichiarò successivamente:

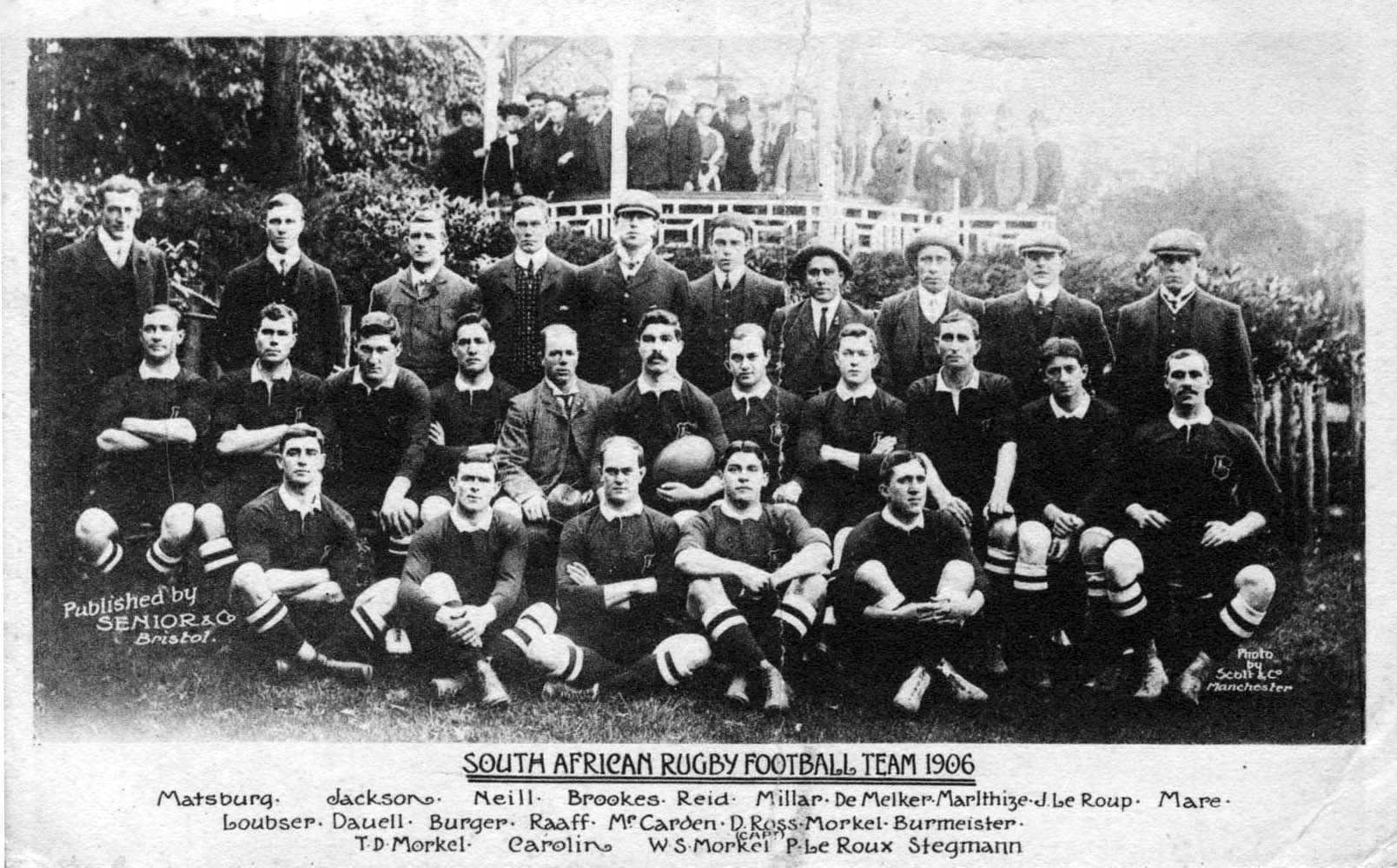
La formazione degli Springboks del 1906.

Storicamente il termine "Springboks" identificava qualsiasi squadra di qualsiasi sport che rappresentava il Sudafrica in competizioni internazionali. Questa tradizione fu abbandonata nel 1994, con la creazione del nuovo governo democratico sudafricano.
Il tour del 1906 nelle Isole britanniche aiutò a ricucire i rapporti con il Regno Unito dopo le Guerre Boere e contribuì ad instaurare nel popolo sudafricano un sentimento di unità e orgoglio patriottico indispensabile per la nascita di una nazione.
Dopo aver affrontato tutte e quattro le Home Nations la squadra sudafricana attraversò la manica alla volta della Francia. In terra francese si registrarono due pareggi contro lo Stade Français e Racing Club de France.
Il tour delle Isole britanniche in Sud Africa nel 1910 fu il primo che incluse una rappresentativa di tutte e quattro le Home Nations: Scozia, Galles, Irlanda e Inghilterra. Non fu un tour brillante per i britannici che persero circa la metà delle partite disputate contro squadre locali, mentre gli Springboks si imposero 2-1 nei test contro i Lions.
Il tour europeo del 1912-13 fu il primo che registrò il Grande Slam per i sudafricani grazie alla vittoria su tutte e quattro le nazionali britanniche; oltre alla vittoria sulle quattro Home Nations quel tour registrò anche la vittoria degli Springboks ai danni della Francia.

### Il periodo fra le due guerre mondiali

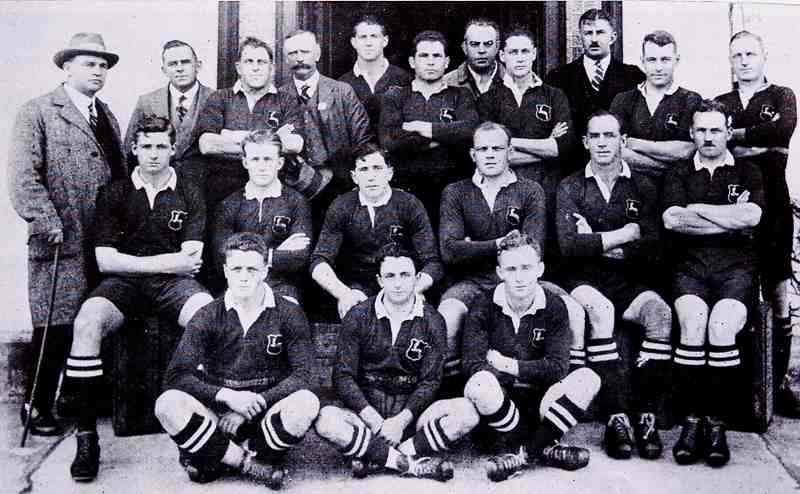
La nazionale sudafricana del 1924.

Dalla metà del secondo decennio del '900 Sudafrica e Nuova Zelanda sono le due nazioni più competitive nel rugby mondiale. Nel 1919 si registra un tour della squadra militare di Rugby dell'esercito neozelandese in Sudafrica. Nel 1921 toccò ai sudafricani far visita ad australiani e neozelandesi in trasferta, il tour fu presentato e promosso come "Il campionato mondiale di rugby". Gli All Blacks vinsero il primo test 13 a 5, grazie ad una meta dell'ala neozelandese Jack Steel che percorse 50 metri col pallone prima di segnare. Gli Springboks riuscirono a vincere il secondo test grazie ad un drop di Gerhard Morkel. L'ultimo test fu un pareggio per 0 a 0, la serie si concluse quindi in parità.
Nel 1924 i British and Irish Lions visitarono il Sudafrica vincendo solo 9 dei 21 incontri disputati e persero tutti e quattro i test disputati con i Sudafricani. Questo fu il primo tour, in cui la squadra delle Isole britanniche, venne denominata "Lions", denominazione derivante probabilmente dal Leone cucito sulle cravatte indossate dai giocatori britannici.
Gli All Blacks visitarono per la prima volta il Sudafrica nel 1928 ma, ancora una volta, la serie terminò in parità. Il primo incontro registrò la vittoria dei sudafricani per 17 a 0. Questo risultato rappresentò per gli All Blacks la sconfitta più pesante dal 1893. Il secondo test però vide la vittoria degli All Blacks per 7 a 6. Nel terzo test il Sudafrica riuscì ancora una volta ad affermarsi sui neozelandesi. A questo punto ai sudafricani bastava non perdere per assicurarsi la serie. Gli All Blacks corsero ai ripari richiamando per quest'ultimo test il forte Mark Nicholls. Anche grazie al rientro di Mark Nicholls gli All Blacks riuscirono a vincere 13 a 15 l'ultimo test e a pareggiare la serie.

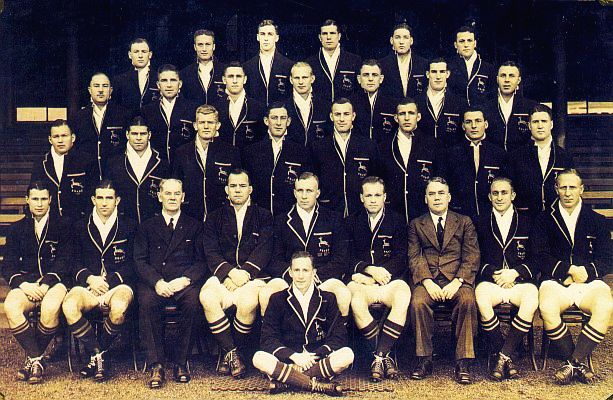
Gli Springboks che nel 1937 si recarono in Australia e Nuova Zelanda.

La squadra che nel 1931-32 riuscì a conquistare il secondo Grande Slam della storia degli Springboks non fu comunque molto amata. Lo stile di gioco posto in essere da quella squadra fu criticato sia in Sudafrica che all'estero: era basato sulla abilità nel gioco al piede, un gioco quindi poco spettacolare e molto tattico. Questo fu il tour che vide per la prima volta i sudafricani vincenti contro tutte le squadre gallesi (nazionale e rappresentative locali).
Nel 1937 il Sudafrica visitò per la seconda volta Australia e Nuova Zelanda. Il tour del '37 fu il primo che registrò la vittoria degli Springboks in terra neozelandese. Gli Springboks del '37 sono tuttora considerati fra i migliori Springboks della storia. I neozelandesi parlano addirittura di loro come "the best team to ever leave New Zealand", la migliore squadra che ha mai lasciato la Nuova Zelanda. Gli All Blacks riuscirono a vincere il primo test, ma persero gli altri due. Il terzo si concluse 17-6, i sudafricani segnarono 5 mete mentre gli avversari addirittura nessuna. Quella sconfitta fu vissuta come una grossa umiliazione in Nuova Zelanda.
Nel 1938 i Lions visitarono ancora una volta il Sudafrica, persero la serie per 2 a 1 ma nel terzo incontro si registrò la prima vittoria della rappresentativa delle Isole britanniche dal 1910.

### Il periodo del dopoguerra

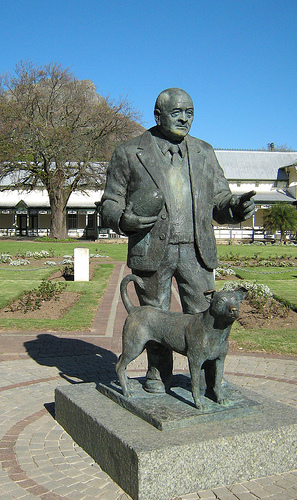
Statua di Danie Craven a Coetzenburg, insediamento di Stellenbosch.

Nel 1949 Danie Craven venne nominato allenatore degli Springboks. La sua avventura iniziò subito meravigliosamente. I sudafricani riuscirono a battere i neozelandesi in tutti e quattro gli incontri del loro tour in Sudafrica del 1949 nonostante il fatto che in tre delle quattro partite gli All Blacks riuscirono a segnare più mete di loro. La squadra che nel 1951-52 fece visita alla Francia e alle Isole britanniche fu considerata da moltissimi addetti ai lavori come una fra le più forti nella storia degli Springboks. Ancora una volta gli Springboks riuscirono a realizzare il Grande Slam vincendo contro tutte e quattro le Home Nations, oltre a sconfiggere la Francia. Quella squadra era capitanata da Hennie Muller dato che Basil Kenyon che avrebbe dovuto essere il capitano patì un grave infortunio all'occhio. Tra i momenti principali di quel tour figura la vittoria dei sudafricani 44-0 sulla Scozia. In quella partita vennero segnate nove mete dai sudafricani, e rappresentò un record per quel periodo. Quella squadra vinse 30 delle 31 partite giocate, perdendo solo contro London Counties.
Nel tour dei British and Irish Lions del 1955 si registrarono 19 vittorie per i britannici, un pareggio e cinque sconfitte. La serie con gli Springboks finì in pareggio. Nel 1956 gli All Blacks vinsero la loro prima serie contro gli Springboks, secondo Chris Hewett quella fu "una delle serie più aspramente combattuta della storia". Fu Don Clarke dalla Waikato a calciare il penalty decisivo in mezzo ai pali per la vittoria degli All Blacks.
Nel 1958 fu il turno della Francia in tour in Sudafrica. I francesi partivano con lo sfavore dei pronostici ma, eccezionalmente, riuscirono a pareggiare il primo test 3-3 grazie ad un drop di Pierre Danos a cui rispose una meta non trasformata di Butch Lochner e addirittura a vincere 9-5 il secondo test di fronte ai 90.000 spettatori di Johannesburg. Il momento decisivo fu un placcaggio dell'avanti francese Jean Barthe che impedì una meta ormai certa di Jan Prinsloo. Successivamente due drop, di Pierre Lacaze e di Roger Martine, assicurarono ai francesi la storica vittoria.

### Gli anni '60
Anche prima del 1948, data in cui fu introdotta l'apartheid in Sudafrica, la legge imponeva che tutte le squadre in tour in Sudafrica non potessero schierare o convocare giocatori di colore.
Fin dal primo tour in terra sudafricana i neozelandesi si erano adeguati a questa regola. Nel tour del 1928 vennero infatti esclusi George Nepia e Jimmy Mill, due giocatori non bianchi, avvenimento che era già accaduto con Nathaniel Arthur "Ranji" Wilson, giocatore di origine caraibica che non poté partecipare al tour militare neozelandese del 1919.
Negli anni sessanta però il movimento anti-apartheid era in crescita soprattutto dopo il famoso discorso pronunciato dal primo ministro inglese Harold Macmillan passato alla storia come The Wind of Change e dopo il massacro di Sharpeville.
Da allora in avanti gli Springboks furono oggetto di feroci critiche e azioni di protesta da parte della comunità internazionale.
Nonostante il progressivo isolamento internazionale del Sudafrica, 150.000 firme di opposizione e una forte campagna interna al grido di "No Maori, No tour", gli All Blacks visitarono il Sudafrica nel 1960. Gli springboks vendicarono la sconfitta del '56 vincendo la serie grazie a due vittorie, un pareggio e una sconfitta. Il primo test fu vinto dai sudafricani 13-0 grazie a due mete di Hennie van Zyl. Il secondo test fu vinto dai neozelandesi 11-3. Il terzo test fu pareggiato 11-11 grazie ad un calcio all'ultimo minuto di Don Clarke. Il test decisivo fu vinto 8-3 dagli Springboks con meta decisiva di Martin Pelser.
Nel corso dello stesso anno i sudafricani compirono, guidati da Avril Malan, un altro tour delle Isole britanniche, conseguendo, ancora una volta, il Grande Slam. Fu uno dei tour più duri per le avversarie degli Springboks. A causa del gioco feroce e aggressivo di questi ultimi, molti giocatori avversari si infortunarono e il pacchetto degli avanti destò, ancora una volta, una grandissima impressione. Nonostante fossero in condizione di forma strepitosa, i Barbarians riuscirono a battere gli Springboks 6-0 nell'ultimo test giocato a Cardiff.
Nel 1962 le Isole britanniche, durante il tour in Sudafrica, riuscirono a vincere 16 dei 25 incontri disputati in terra sudafricana, ma non riuscirono a sconfiggere gli Springboks che li batterono in tutte e tre le partite disputate.
Nel 1964 il Galles fece visita al Sudafrica, per i gallesi era il primo tour a livello internazionale. Persero l'unica partita disputata contro il Sudafrica con il punteggio di 24-3 per quella che rappresentò la peggior sconfitta patita in quarant'anni. Il presidente della federazione rugby gallese D. Ewart Davies dichiarò "Risulta chiaro dall'esperienza del tour sudafricano che è necessario un atteggiamento molto più positivo verso il gioco del rugby in Galles… I giocatori devono essere preparati ad imparare, ed effettivamente rimparare, fino al punto di padronanza assoluta, i principi basilari del rugby".
Un annus horribilis del Sudafrica fu il 1965, quando perse contro Irlanda, Scozia, Australia (due volte). Contro la Nuova Zelanda perse ben tre volte vincendo solo una volta.
Il tour del 1967 programmato dagli All Blacks fu cancellato dopo il rifiuto del governo sudafricano di ammettere giocatori maori della squadra neozelandese.
Nel 1968 i Lions fecero visita al Sudafrica, vincendo 15 dei 16 incontri contro le rappresentative provinciali, ma contro gli Springboks pareggiarono una partita e persero le altre tre. Nel 1969 gli Springboks fecero visita alle squadre della Gran Bretagna e Irlanda, persero due dei sette incontri disputati contro rappresentative provinciali in Galles, contro Newport e una rappresentativa del Monmouthshire mentre la rappresentativa nazionale gallese riuscì quasi nell'impresa di batterli per la prima volta ma la partita terminò in pareggio 6-6. I sudafricani persero le partite contro Inghilterra e Scozia e pareggiarono contro l'Irlanda. Oltre all'evento sportivo questo tour si ricorda anche per le feroci proteste anti-apartheid, in molti incontri il campo dovette essere circondato da un recinto di filo spinato.

### Gli anni '70
Nel 1970 gli All Blacks visitarono ancora una volta il Sudafrica. Questa volta il governo sudafricano permise la presenza di giocatori maori nella formazione neozelandese; non solo, ammise anche la presenza di spettatori maori allo stadio in qualità di "honorary whites".. Gli Springboks vinsero la serie 3-1.
Nel 1971 gli Springboks organizzarono un tour in Australia. Il tour cominciò con una partita a Perth, poi ad Adelaide e quindi a Melbourne. I sudafricani vinsero tutti e tre gli incontri della serie con il punteggio di 18-6, 14-6 e 19-11. Anche questo tour, come quello nelle Isole britanniche, fu caratterizzato da proteste anti-apartheid. Proteste che raggiunsero il culmine con il rifiuto delle associazioni sindacali di trasporto australiane di ospitare gli Springboks in treno o in aereo. I giocatori dovettero perciò essere trasportati dall'Air Force australiana. Il cerchio intorno al Sudafrica continuava a stringersi ed un tour in Nuova Zelanda programmato per il 1973 fu bloccato dal primo ministro neozelandese Norman Kirk per ragioni di pubblica sicurezza.
La squadra dei Lions che fece visita al Sudafrica nel 1974, guidata da Willie John McBride, vinse tutti i 22 incontri provinciale e stravinse la serie contro i sudafricani per 3-0 (con un pareggio). Una delle componenti più importanti per la vittoria fu la famigerata "99 call" (chiamata 99). Lo staff dei Lions, rendendosi conto che gli Springboks riuscivano ad avere la meglio sugli avversari attraverso l'aggressione fisica, decise che era necessaria una ritorsione. Alla chiamata della parola "novantanove" ogni giocatore dei Lions avrebbe dovuto attaccare il giocatore avversario a lui più vicino. L'arbitro sarebbe stato in difficoltà in quanto gli sarebbero rimaste due possibilità: o l'espulsione di tutti i giocatori Lions o l'espulsione di nessuno di essi. La tattica ebbe successo, nessun Lion infatti fu punito con un cartellino durante le partite con gli Springboks.
Le partite di questa serie furono così violente che una di queste è passata alla storia con il nome di "battaglia del Boet Erasmus Stadium". In questa partita si ricorda una delle manifestazioni più lampanti della "99 call": fu il momento in cui J. P. R. Williams alla chiamata del numero 99 si scagliò contro Moaner van Heerden correndo oltre la metà campo.
Il tour del 1976 degli All Blacks in Sudafrica diede adito ad aspre polemiche. A seguito di questo tour, 33 nazioni africane decisero di boicottare la XXI olimpiade di Montréal e, l'anno seguente, il Commonwealth emanò l'accordo di Gleneagles, che vietava ogni tipo di contatto, a livello sportivo, con il Sudafrica. Per quel che concerne l'aspetto sportivo di questo tour si registrò l'ennesima sconfitta degli All Blacks in terra sudafricana. In risposta alla crescente pressione, le singole federazioni sudafricane si unirono nel 1977. Quattro anni dopo Errol Tobias divenne il primo sudafricano di colore a rappresentare la sua nazione quando giocò contro l'Irlanda. Nel 1979 un altro tour, questa volta in Francia, fu bloccato dal governo francese perché considerato inappropriato.

### L'isolamento sportivo degli anni '80
I British and Irish Lions visitarono il Sudafrica nel 1980 vincendo tutti i 14 incontri disputati contro le rappresentative provinciali ma persero tre test contro gli Springboks vincendone solo uno.
Nonostante l'accordo di Gleneagles, gli Springboks nel 1981 disputarono un tour in Nuova Zelanda perdendo la serie 2 a 1. L'aspetto sportivo passò però in secondo piano, ancora una volta le contestazioni furono molto pesanti e lasciarono un segno profondo sia nel popolo neozelandese che in quello sudafricano.
Per cercare di rompere l'isolamento sportivo nel quale il paese si era imbattuto, fra il 1980 e il 1984, i sudafricani decisero di organizzare una serie di test contro i South American Jaguars, una rappresentativa del Sud America composta per la maggior parte di giocatori argentini. Tra Sudafrica e Sud America vennero disputati otto test, i sudafricani ne vinsero sette perdendone uno al Free State Stadium di Bloemfontein con il punteggio di 21-12.
I test match del 1984 contro gli ospiti dell'Inghilterra videro la vittoria dei sudafricani per 2 a 0. Fra i giocatori inglesi selezionati si registrò solamente l'assenza di Ralph Knibbs per motivi politici.
Nel 1985 un tour degli All Blacks in Sudafrica fu bloccato dall'Alta Corte della Nuova Zelanda. Un tour non ufficiale fu comunque disputato nel 1986 da una rappresentativa neozelandese chiamata The Cavaliers. La squadra era formata da 28 dei 30 giocatori selezionati per il tour in Sudafrica l'anno precedente. I Cavaliers persero 3-1 la serie contro i sudafricani. Ai giocatori neozelandesi che presero parte al tour fu proibito di disputare due successivi incontri con la maglia degli All Blacks.
Nel 1987 venne disputata la prima Coppa del Mondo di rugby con l'assenza prevedibile dei sudafricani.
Nel 1989 una selezione internazionale denominata World XV disputò un mini-tour in Sudafrica, tour che fu sancito dall'International Rugby Board. Nel World XV non era presente alcun giocatore neozelandese ma vi erano dieci gallesi, otto francesi, sei australiani, quattro inglesi, uno scozzese e un irlandese. Gli Springboks vinsero entrambi i test col punteggio di 20-19 e 22-16.

### Fine dell'apartheid e primo trionfo in Coppa del Mondo
All'inizio degli anni 1990 la politica dell'apartheid cominciò a sgretolarsi e gli Springboks furono riammessi nel rugby internazionale nel 1992. Lavorarono per poter raggiungere gli standard qualitativi conseguiti negli anni precedenti all'isolamento internazionale. Il loro primo incontro vide però una sconfitta patita contro la Nuova Zelanda per 27-24 il 15 agosto 1992. Il loro allenatore Ian McIntosh fu esonerato dopo una serie di sconfitte subite in Nuova Zelanda per mano degli All Blacks nel 1994, nell'ottobre dello stesso anno l'allenatore Kitch Christie accettò di sostituire McIntosh.
Nel 1995 il Sudafrica venne scelto come paese ospitante della Coppa del Mondo di rugby. Fu l'evento sportivo più imponente che il Sudafrica avesse organizzato, almeno fino ai mondiali di calcio del 2010. Nel corso di quella manifestazione, a seguito dell'abolizione dell'apartheid la crescita del tifo per gli Springboks aumentò anche nella comunità nera. Lo slogan scelto dai sudafricani per il loro mondiale fu: "one team, one country" (una squadra, una nazione). Fu proprio durante il periodo del mondiale che l'arcivescovo Desmond Tutu definì il Sudafrica "the Rainbow Nation", la nazione arcobaleno. La manifestazione fu un trionfo anche a livello sportivo per il Sudafrica. Sconfiggendo Australia, Romania, Canada, Samoa e Francia ottennero l'accesso in finale contro i tradizionali rivali neozelandesi. I sudafricani vinsero quella storica finale con il punteggio di 15-12, il drop decisivo fu segnato da Joël Stransky che assicurò la vittoria ai tempi supplementari. I neozelandesi lamentarono il fatto che il cibo dato loro prima della finale fosse stato adulterato, causando malesseri che non permisero agli All Blacks di dare il meglio in campo.
Il momento in cui Nelson Mandela, indossando la maglia degli Springboks, consegnò nelle mani del capitano afrikaner François Pienaar la coppa Web Ellis, il trofeo assegnato ai vincitori del campionato mondiale di rugby, è una delle immagini storiche più rappresentative dell'ultimo decennio del 1900. Proprio riguardo alla Coppa del Mondo di rugby del 1995 Clint Eastwood ha realizzato il film Invictus - L'invincibile che racconta la storia di quel mondiale ed il legame scaturito tra Mandela e Pienaar (interpretati rispettivamente da Morgan Freeman e Matt Damon).
Terminata la partita Louis Luyt, presidente della Federazione Rugby Sudafricana, durante la cena dopo partita, dichiarò che il Sudafrica avrebbe vinto anche le precedenti due edizioni della Coppa del Mondo se solo fosse stata consentita la partecipazione. Questa dichiarazione scatenò aspre polemiche, con gli All Blacks che abbandonarono la cena.
Il giorno dopo la vittoria, la parola in lingua xhosa per "Springboks", ossia "Amabokoboko!", apparì come titolo di apertura nella sezione sportiva del quotidiano in lingua inglese The Sowetan, fra i più importanti in Sudafrica.
Una serie di risultati negativi contrassegnarono il Sudafrica tra il 1995 e il 1997, inoltre divenne chiaro che il rugby in Sudafrica non era stato ancora rifondato e cambiato così come avrebbe dovuto essere naturale dopo l'abolizione dell'apartheid. La squadra inoltre dovette affrontare una tragedia: nel 1996 Kitch Christie, che aveva guidato il Sudafrica alla vittoria della Coppa del Mondo, dovette rassegnare le dimissioni, dopo la sua battaglia da più di dieci anni contro la leucemia. Il 1995 fu anche l'anno in cui incominciò l'era del professionismo nel rugby. Furono creati due nuovi tornei rugbistici nell'emisfero sud del mondo: uno per club, il super 12, e uno per nazionali, il Tri Nations.  Nel 1996, per la prima volta, gli All Blacks vinsero il tour in Sudafrica. Il tour dei British e Irish Lions del 1997 fu un trionfo per la rappresentativa delle Isole britanniche. I Lions vinsero la serie contro gli Springboks per 2 a 1.
Sempre nel 1997, l'allenatore sudafricano Andre Markgraaff fu cacciato dopo un commento razziale e fu sostituito da Nick Mallett, poi tecnico della Nazionale di rugby a 15 dell'Italia, che guidò il Sudafrica nel tour in Francia e Gran Bretagna. Nel 1998 la squadra di Mallett riuscì a inanellare una serie record di 17 vittorie consecutive, comprese le partite del Tri Nations. Nello stesso anno, Kitch Christie, l'ex allenatore del Sudafrica, morì a seguito della sua malattia. Nella Coppa del Mondo del 1999 gli Springboks cedettero in semifinale 27-21, dopo i tempi supplementari, contro i futuri campioni dell'Australia.

### Il nuovo millennio

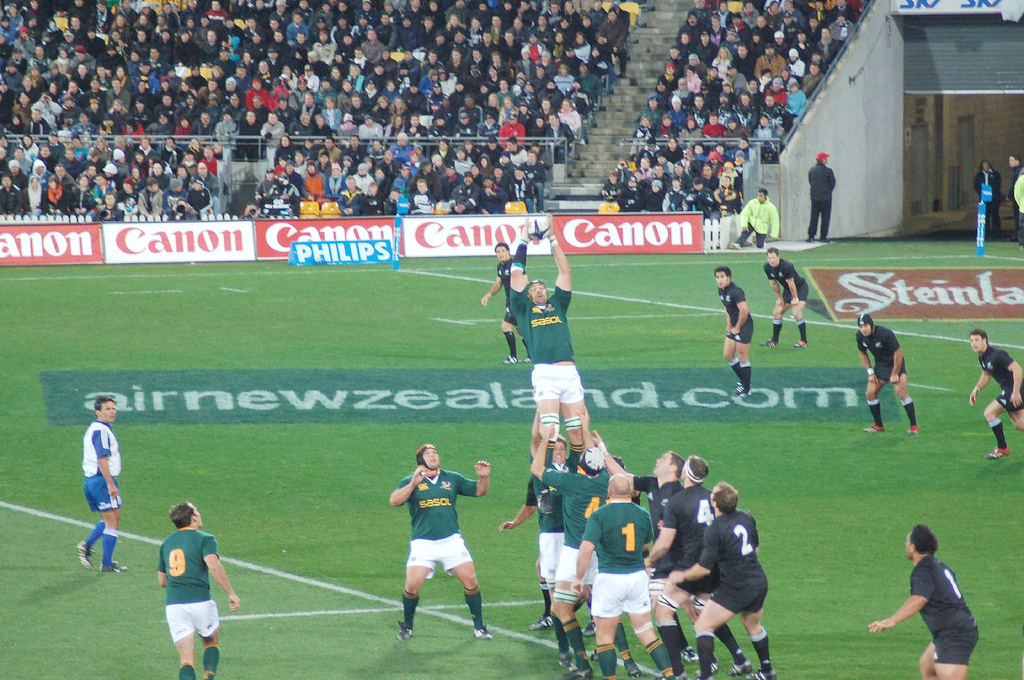
Touche durante Nuova Zelanda-Sud Africa, Tri Nations 2006.

Nel novembre del 2002 l'Inghilterra batté il Sudafrica a Twickenham con il punteggio di 53-3, la peggior sconfitta di sempre per i sudafricani. Inoltre nel 2002 e nel 2003 persero con un ampio margine per mano della Francia, della Scozia e della Nuova Zelanda sconfiggendo l'Argentina solo di un punto.
Durante il ritiro precedente alla Coppa del Mondo del 2003 ci fu un'accesa lite tra due giocatori sudafricani: Geo Cronjé (afrikaner) e Quinton Davids (nero). Entrambi furono tolti dalla squadra e Geo Cronjé fu chiamato a rispondere davanti a un tribunale dalle accuse di aver utilizzato un atteggiamento razzista nei confronti del compagno, venendone infine assolto. Gli Springboks furono eliminati ai quarti di finale dalla Nuova Zelanda in quella edizione della Coppa del Mondo. A seguito dei risultati negativi e dell'organizzazione della preparazione al mondiale, che comprese un controverso ritiro presso un campo di allenamento in stile militare noto come Kamp Staaldraad (Campo Filo Spinato in afrikaans), l'allenatore Rudolph Straeuli fu pesantemente criticato e rassegnò le dimissioni nel febbraio 2004; al suo posto venne nominato Jake White.
White condusse gli Springboks alla conquista del Tri Nations 2004, sei anni dopo la precedente affermazione in questo torneo, mentre il successivo tour di novembre in Gran Bretagna contro le quattro Home Nations si concluse con due vittorie (contro Galles e Scozia) e due sconfitte (contro Inghilterra e Irlanda). La rinascita della squadra fu sancita anche dalla premiazione dell'International Rugby Board: gli Springboks furono nominati squadra dell'anno, Jack White migliore allenatore dell'anno e Schalk Burger miglior giocatore dell'anno.
Nel 2005 gli Springboks sconfissero un imbarazzante Uruguay col punteggio record 134-3. Il nuovo capitano nativo dello Zimbabwe, Tonderai Chavanga, stabilì il record di sei mete realizzate durante la partita, superando il record precedente di Stefan Terblanche di cinque mete. In quell'anno il Sudafrica terminò il Tri Nations al secondo posto, perdendo l'ultimo incontro 31-27 contro gli All Blacks. L'anno si concluse con due vittorie contro Argentina e Galles e una sconfitta in Francia 26-20.
Con una formazione rinnovata, nel 2006 gli Springboks sconfissero due volte la Scozia in Sudafrica, prima di essere sconfitti dalla Francia in un incontro molto combattuto che segnò anche la fine di una lunga imbattibilità casalinga. Un pessimo debutto al Tri Nations 2006 li vide esordire sconfitti dall'Australia 49-0. Negli incontri successivi gli Springboks guadagnarono solo due vittorie, tra le quali una 21-20 contro gli All Blacks. Nel tour di fine anno in Europa si segnala la vittoria 25-14 contro l'Inghilterra, dopo due sconfitte contro Irlanda e la stessa Inghilterra.

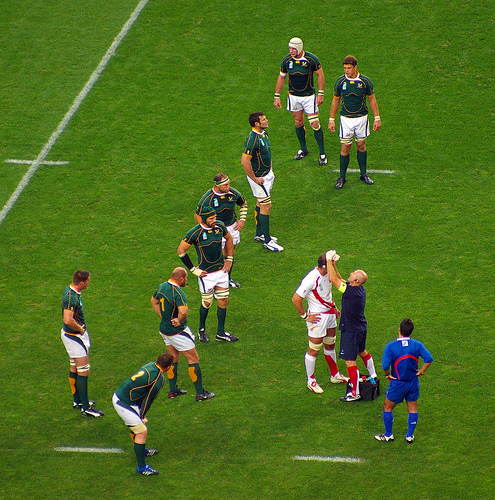
Sud Africa-Inghilterra alla Coppa del Mondo 2007.

Il 2007 è l'anno del trionfo nell'edizione delle Coppa del Mondo ospitata in Francia. Dopo avere vinto tutte le partite del proprio girone, in cui erano presenti anche Samoa, Inghilterra, Tonga e Stati Uniti, gli Springboks raggiunsero la finale sconfiggendo nell'ordine Figi e Argentina. La gara finale, decisa dai calci di punizione, fu contro l'Inghilterra che dovette soccombere 15-6. Con questa affermazione i sudafricani furono la seconda nazionale, dopo l'Australia, a vincere due volte la Coppa del Mondo.
Nel gennaio 2008 Peter de Villiers venne nominato allenatore della selezione sudafricana e rappresentò il primo allenatore nero degli Springboks. La prima squadra, che includeva dieci giocatori di colore, vinse due volte contro il Galles e si impose anche contro l'Italia durante il tour delle due formazioni europee in Sud Africa. Il Tri Nations 2008 fu un'edizione deludente per gli Springboks, che collezionarono solamente due vittorie. Tuttavia ottennero una storica vittoria a Dunedin sconfiggendo la Nuova Zelanda 30-28, la prima partita vinta in oltre cento anni di test disputati nella città. Per i test di fine anno si recarono in Gran Bretagna, dove sconfissero il Galles 20-15, la Scozia 14-10 e l'Inghilterra 42-6.
L'inizio della stagione 2009 fu uno dei più coronati da successi nella storia post-apartheid del rugby sudafricano. Gli Springboks vinsero 2-1 una serie di test contro i Lions recatisi in un tour sudafricano. Seguì un convincente Tri Nations dove si imposero sugli All Blacks e persero solamente una partita contro l'Australia a Brisbane. Grazie a questi successi il Sudafrica raggiunse momentaneamente il primo posto nella classifica mondiale IRB, prima di tornare secondi a causa dei test di fine anno. Nei test giocati in Europa gli Springboks persero 20-13 contro la Francia, 15-10 contro l'Irlanda e vinsero 32-10 contro l'Italia.

#### Dal 2010 ad oggi
Il Sudafrica iniziò il nuovo decennio vincendo 34-31 in Galles il 5 giugno 2010. Nelle successive partite casalinghe del mese di giugno gli Springboks sconfissero la Francia 42-17 a Città del Capo e sconfissero l'Italia nelle due partite del tour della nazionale italiana in Sudafrica. Il bilancio al Tri Nations 2010 non fu positivo, con una sola vittoria contro l'Australia 44-31 a Pretoria. Nel tour autunnale in Gran Bretagna e Irlanda gli Springboks vinsero contro tre delle quattro Home Nations, perdendo solamente 21-17 contro la Scozia.
Dopo un deludente Tri Nations 2011 con una sola vittoria contro gli All Blacks nell'ultima partita, gli Springboks si presentarono alla Coppa del Mondo disputata in Nuova Zelanda per difendere il titolo da campioni uscenti contando sull'esperienza di molti giocatori chiave. Dopo avere vinto tutte le partite del proprio girone contro Galles, Figi, Namibia e Samoa, il Sudafrica si dovette arrendere ai quarti di finale perdendo 11-9 contro l'Australia. Al termine della competizione mondiale il selezionatore de Villiers annunciò il suo ritiro, così come il capitano John Smit e Victor Matfield (quest'ultimo deciderà poi di continuare a giocare), i giocatori con il maggior numero di presenze in nazionale (rispettivamente 111 e 110 caps totali).
Nel 2012 ebbe luogo la prima edizione del Rugby Championship, il nuovo formato del Tri Nations dopo l'aggiunta dell'Argentina tra le contendenti. Gli argentini raccolsero il loro primo storico risultato utile in questa competizione pareggiando in casa 16-16 proprio contro il Sudafrica, guidato dal nuovo C.T. Heyneke Meyer che sostituì il dimissionario Peter de Villiers. Tre anni più tardi, durante l'ultima partita del Rugby Championship 2015 disputata a Dunedin, la stessa Argentina riuscì a sconfiggere i sudafricani per la prima volta nella storia relegando gli Springboks all'ultimo posto.
In seguito a quattro sconfitte consecutive, subite in prossimità della Coppa del Mondo di rugby 2015, l'allenatore Heyneke Meyer fu al centro delle critiche subendo tra l'altro accuse riguardanti la sua presunta scarsa considerazione verso i giocatori di colore che sarebbero poco rappresentati in nazionale. Il debutto nella Coppa del Mondo fu segnato dalla clamorosa sconfitta 34-32 contro il Giappone, risultato entrato nella storia delle partite più sorprendenti del mondiale. Successivamente il Sudafrica vinse le altre tre partite del girone contro Samoa, Scozia e Stati Uniti centrando il primo posto e la qualificazione ai quarti di finale. Gli Springboks ebbero quindi la meglio del Galles, sconfitto 23-19, ma in semifinale dovettero arrendersi alla Nuova Zelanda dopo una combattuta partita terminata 20-18. Più agevole si rivelò la finale per il terzo posto, dove i sudafricani sconfissero l'Argentina 24-13. Durante questa edizione Bryan Habana eguagliò il record del neozelandese Jonah Lomu, segnando complessivamente 15 mete nella storia della Coppa del Mondo.
Il 2016 è un altro annus horribilis per i Boks, che chiudono al terzo posto il Championship, ed escono sconfitti dai tre test-match autunnali, in particolare il 19 novembre perdono per la prima volta contro l'Italia 20-18.
Il 16 settembre 2017 subiscono la peggior sconfitta della propria storia, subita contro la Nuova Zelanda, per 57-0.
Il 15 settembre 2018 nel rugby Championship riescono nell'impresa di battere gli All Black in casa per 36 a 34, non accadeva dal 2009.
L'arrivo di Rassie Erasmus sulla panchina degli Springboks porta speranza e rinnovamento. Piano piano si ricostruisce il gioco e una nuova idea di squadra, focalizzandosi sulla touche e sulla mischia. Siya Kolisi diventa il primo capitano nero della storia della nazionale sudafricana. Nel 2019 partecipano alla Coppa del Mondo in Giappone affrontando nei gironi Nuova Zelanda, Italia, Canada e Namibia. Il Mondiale parte in salita con la sconfitta per mano degli All Blacks 23-13. Le restanti partite sono però molto più facili del previsto e ciò porta una grande iniezione di fiducia in tutta la squadra. Ai quarti di finale gli Springboks incontrano i padroni di casa del Giappone, reduci da una grande prestazione nei gironi avendo battuto importanti formazioni come Irlanda, Samoa e Scozia. La partita segna la continuità della nazionale sudafricana che condanna la nazionale nipponica all'uscita dal mondiale casalingo con il risultato di 26-3. In semifinale, la formazione sudafricana incontra il Galles, capitanata da Alun Wyn Jones. Questa partita è caratterizzata da molti errori da ambo le parti e anche qualche reclamo circa le decisioni assunte dall'arbitro della gara, il francese Jérôme Garcès. Il risultato finale è di 19-16. In finale il Sudafrica incontra la nazionale inglese, fresca di un'eroica semifinale che è costata l'eliminazione alla Nuova Zelanda, vincitrice delle ultime due edizioni. La finale, diretta da Garcès e disputata all'International Stadium di Yokohama, è caratterizzata da molte interruzioni che iniziano già al terzo minuto di gioco a causa dell'infortunio del pilone inglese Kyle Sinckler, sostituito da Dan Cole. Il primo tempo, deciso dai piazzati di Pollard e Farrell, termina con il risultato di 12-6 in favore degli Springboks. Dopo un'iniziale illusione, la squadra allenata da Eddie Jones crolla definitivamente e soccombe all'incessante gioco sudafricano. Il risultato finale è di 32-12. Il numero 8 del Sudafrica Duane Vermeulen viene nominato Man of the match in seguito alla sua spettacolare prestazione in mischia. Il Sudafrica, dopo 12 anni, torna a vincere un mondiale dopo l'edizione casalinga del 1995 e la vittoria su suolo francese nel 2007.

## Apartheid e trasformazione
Quella degli Springboks è stata una squadra composta solamente da giocatori bianchi sin da prima che entrassero in vigore le leggi sull'apartheid nel 1948. La squadra divenne un simbolo di divisione razziale all'interno del Sud Africa e, a seguito delle prime elezioni aperte nel 1994, l'African National Congress al governo istituì una politica di trasformazione nello sport sudafricano. In questo contesto la trasformazione può essere definita come "un'alternanza completa dell'aspetto o carattere del rugby sudafricano", e uno degli scopi è trasformare gli Springboks in una squadra maggiormente rappresentativa delle etnie del Sud Africa.
Nel 1981, durante il tour degli Springboks in Nuova Zelanda, Errol Tobias divenne il primo giocatore non-bianco (specificamente, un meticcio del Capo o coloured) ad indossare la maglia degli Springboks, seguito da Avril Williams nel 1984. Quest'ultimo è lo zio di Chester Williams, che giocò per il Sudafrica nella Coppa del Mondo di Rugby 1995.
La formazione del Sud Africa che vinse la Coppa del Mondo nel 1995 schierava solamente un giocatore meticcio (Chester Williams). Nonostante le promesse di cambiamento, continuò ad essere schierato solamente un giocatore nero durante le edizioni della Coppa del Mondo nel 1999 e nel 2003, mentre nella finale della Coppa del Mondo 2007 furono schierati i due giocatori meticci (Breyton Paulse e Bryan Habana).

## Maglia
La nazionale sudafricana gioca indossando una maglia verde scuro con inserti gialli, pantaloncini bianchi e calze verdi. La maglia riporta il logo della SARU nella parte superiore a sinistra e la bandiera del Sud Africa sulle maniche e tradizionalmente ha un colletto colore oro. La maglia viene prodotta da Nike ed è sponsorizzata dal 2016 dal Gruppo MTN. La maglia verde fu utilizzata per la prima volta quando le Isole Britanniche si recarono in Sud Africa nel 1896. Nel loro primo tour in Gran Bretagna e Irlanda nel 1906-07 indossarono una maglia verde e bianca, pantaloncini blu, e calze blu. Una replica di questa maglietta fu indossata nel 2006 contro l'Irlanda a Dublino per ricordare il centenario del tour. Quando l'Australia si recò la prima volta in tour nel Sud Africa nel 1933, gli ospiti indossarono una maglietta celeste per evitare confusione, dato che all'epoca entrambe le squadre indossavano maglie verde scuro. Nel 1953, quando l'Australia effettuò un altro tour, gli Springboks indossarono una maglia bianca nei test disputati. Nel 1961 l'Australia utilizzò una maglia colore oro per evitare confusione tra i colori.
Il soprannome "Springboks" e il logo risalgono anche al tour britannico del 1906-07. Il termine "Springboks" fu scelto per rappresentare la nazionale dal capitano Paul Roos nel tentativo di evitare che la stampa britannica affibbiasse loro un soprannome inventato. Il logo non si limitò a comparire solamente sulle maglie delle nazionali formate dai bianchi, ma comparve anche sulle maglie del 1939 e sulle prime maglie delle nazionali formate dai neri nel 1950. Dopo la fine dell'apartheid nel 1992 venne aggiunta una corona di protea al logo. Quando l'African National Congress salì al governo nel 1994 il nome della squadra non venne cambiato in "Proteas" come nel caso delle altre selezioni sportive sudafricane solamente grazie all'intervento del presidente Nelson Mandela. Nel film Invictus - L'invincibile viene rappresentata anche questa vicenda.
Nel dicembre 2008, la SARU decise di piazzare la protea sul lato sinistro della maglia degli Springboks, in linea con le altre selezioni sudafricane, e di spostare la raffigurazione dello springbok sul lato destro. La nuova maglia fu indossata per la prima volta durante il tour dei Lions in Sud Africa nel 2009.

## Palmarès
- Coppe del mondo: 4
vincitori 4 volte: nel 1995, 2007, 2019, 2023.
terzi: nel 1999, 2015.
quarti di finale: nel 2003.
- Tri Nations
  - vincitori 3 volte: nel 1998, 2004, 2009.
  - secondi: nel 1996, 1997, 2005.
  - terzi: nel 1999, 2000, 2001, 2002, 2003, 2006, 2007, 2008, 2010, 2011.
- The Rugby Championship
vincitori 1 volta: nel 2019.
  - secondi: nel 2013, 2014.
  - terzi: nel 2012.
  - quarti: nel 2015.
- Mandela Challenge Plate
  - vincitori 6 volte: nel 2002, 2005, 2009, 2013, 2014, 2019.
- Africa Cup*
  - vincitori 3 volte: nel 2000, nel 2001 e nel 2006

* nel 2000 e nel 2001 partecipa all'Africa Cup una selezione under 23, mentre nel 2006 e nel 2007 partecipa una selezione di amatori

## Statistiche

### The Rugby Championship
Il Rugby Championship è l'unico torneo annuale a cui partecipa il Sudafrica, insieme con Australia, Nuova Zelanda e Argentina. Il Sudafrica è stato tre volte vincitore del Tri Nations, il formato precedente dello stesso torneo prima dell'ingresso dell'Argentina avvenuto nel 2012, con i successi che risalgono al 1998, al 2004 e al 2009. All'interno della stessa competizione, gli Springboks competono per il Mandela Challenge Plate contro l'Australia e la Freedom Cup contro la Nuova Zelanda.
| Tri Nations (1996—2011) | Tri Nations (1996—2011) | Tri Nations (1996—2011) | Tri Nations (1996—2011) | Tri Nations (1996—2011) | Tri Nations (1996—2011) | Tri Nations (1996—2011) | Tri Nations (1996—2011) | Tri Nations (1996—2011) | Tri Nations (1996—2011) | Tri Nations (1996—2011) |
| Nazione                 | Partite                 | Partite                 | Partite                 | Partite                 | Punti                   | Punti                   | Punti                   | Bonus punti             | Punti in classifica     | Tornei vinti            |
| Nazione                 | giocate                 | vinte                   | pareggiate              | perse                   | a favore                | contro                  | differenza              | Bonus punti             | Punti in classifica     | Tornei vinti            |
| ----------------------- | ----------------------- | ----------------------- | ----------------------- | ----------------------- | ----------------------- | ----------------------- | ----------------------- | ----------------------- | ----------------------- | ----------------------- |
| Nuova Zelanda           | 72                      | 50                      | 0                       | 22                      | 1936                    | 1395                    | +541                    | 32                      | 232                     | 10                      |
| Australia               | 72                      | 29                      | 1                       | 42                      | 1531                    | 1721                    | -190                    | 34                      | 152                     | 3                       |
| Sudafrica               | 72                      | 28                      | 1                       | 43                      | 1480                    | 1831                    | -351                    | 24                      | 138                     | 3                       |

| The Rugby Championship (2012—) | The Rugby Championship (2012—) | The Rugby Championship (2012—) | The Rugby Championship (2012—) | The Rugby Championship (2012—) | The Rugby Championship (2012—) | The Rugby Championship (2012—) | The Rugby Championship (2012—) | The Rugby Championship (2012—) | The Rugby Championship (2012—) | The Rugby Championship (2012—) |
| Nazione                        | Partite                        | Partite                        | Partite                        | Partite                        | Punti                          | Punti                          | Punti                          | Bonus punti                    | Punti in classifica            | Tornei vinti                   |
| Nazione                        | giocate                        | vinte                          | pareggiate                     | perse                          | a favore                       | contro                         | differenza                     | Bonus punti                    | Punti in classifica            | Tornei vinti                   |
| ------------------------------ | ------------------------------ | ------------------------------ | ------------------------------ | ------------------------------ | ------------------------------ | ------------------------------ | ------------------------------ | ------------------------------ | ------------------------------ | ------------------------------ |
| Nuova Zelanda                  | 27                             | 24                             | 1                              | 2                              | 890                            | 421                            | +469                           | 17                             | 115                            | 4                              |
| Australia                      | 27                             | 13                             | 1                              | 13                             | 553                            | 662                            | -109                           | 4                              | 58                             | 1                              |
| Sudafrica                      | 27                             | 12                             | 1                              | 14                             | 639                            | 604                            | +35                            | 12                             | 62                             | 1                              |
| Argentina                      | 27                             | 3                              | 1                              | 23                             | 466                            | 861                            | -395                           | 9                              | 23                             | 0                              |

Fonte:  espnscrum.com. Aggiornato 19 novembre 2016

### Coppa del Mondo
Il Sudafrica non partecipò alle edizioni della Coppa del Mondo del 1987 e del 1991 a causa del boicottaggio sportivo dell'apartheid. L'ingresso del Sudafrica nell'evento fu nelle vesti di Paese ospitante l'edizione 1995. Sconfissero i campioni uscenti dell'Australia 27-18 nell'incontro di apertura, e in finale prevalsero contro gli All Blacks dopo i tempi supplementari grazie a un drop da quaranta metri di Joël Stransky.
Nell'edizione del 1999 il Sudafrica subì la prima sconfitta alla Coppa del Mondo perdendo 27-21 contro l'Australia in semifinale; successivamente sconfissero gli All Blacks 22-18 nella finale per il terzo posto. La peggiore prestazione fornita dagli Springboks nella Coppa del Mondo fu nel 2003 quando persero contro l'Inghilterra nella fase a gironi e furono eliminati dagli All Blacks ai quarti di finale. Nel 2007 il Sudafrica sconfisse Figi ai quarti di finale e l'Argentina in semifinale. In finale vinse 15-6 contro l'Inghilterra vincendo per la seconda volta la Coppa del Mondo. Nel 2011 la difesa del titolo da parte degli Springboks si arrestò ai quarti di finale dopo la sconfitta 11-9 contro l'Australia. Alla Coppa del Mondo di rugby 2015 arrivò per la seconda volta la medaglia di bronzo, dopo la vittoria 24-13 contro l'Argentina nella finale per il terzo posto. Nel 2019 conquistano per la terza volta la Coppa, battendo in finale l'Inghilterra.
Statistiche totali nella Coppa del Mondo:
| Nazioni       | Giocate | Vinte | Pareggiate | Perse | A favore | Contro | +/-  | Percentuale di vittorie |
| ------------- | ------- | ----- | ---------- | ----- | -------- | ------ | ---- | ----------------------- |
| Argentina     | 2       | 2     | -          | -     | 61       | 26     | +35  | 100                     |
| Australia     | 3       | 1     | -          | 2     | 57       | 56     | +1   | 33                      |
| Canada        | 1       | 1     | -          | -     | 20       | 0      | +20  | 100                     |
| Figi          | 2       | 2     | -          | -     | 86       | 23     | +63  | 100                     |
| Francia       | 1       | 1     | -          | -     | 19       | 15     | +4   | 100                     |
| Galles        | 2       | 2     | -          | -     | 40       | 35     | +5   | 100                     |
| Georgia       | 1       | 1     | -          | -     | 46       | 19     | +27  | 100                     |
| Giappone      | 2       | 1     | -          | 1     | 32       | 34     | -2   | 50                      |
| Inghilterra   | 5       | 4     | -          | 1     | 133      | 64     | +49  | 80                      |
| Namibia       | 1       | 1     | -          | -     | 87       | -      | +87  | 100                     |
| Nuova Zelanda | 4       | 2     | -          | 2     | 64       | 79     | -15  | 50                      |
| Romania       | 1       | 1     | -          | -     | 21       | 8      | +13  | 100                     |
| Samoa         | 5       | 5     | -          | -     | 220      | 42     | +178 | 100                     |
| Scozia        | 2       | 2     | -          | -     | 80       | 45     | +35  | 100                     |
| Spagna        | 1       | 1     | -          | -     | 47       | 3      | +44  | 100                     |
| Stati Uniti   | 2       | 2     | -          | -     | 128      | 15     | +113 | 100                     |
| Tonga         | 1       | 1     | -          | -     | 30       | 25     | +5   | 100                     |
| Uruguay       | 2       | 2     | -          | -     | 111      | 9      | +102 | 100                     |
| TOTALE        | 36      | 30    | -          | 6     | 1250     | 486    | +764 | 83,33                   |

### Totale
Il Sudafrica è una delle nazionali di maggior successo in ambito internazionale. L'unica squadra contro la quale non possiede un bilancio positivo di vittorie è quella degli All Blacks, contro la quale ha registrato anche otto sconfitte consecutive dal 2001 al 2004. Inoltre gli Springboks persero clamorosamente l'unica partita giocata contro il Giappone in occasione della Coppa del Mondo di rugby 2015.
Il successo alla Coppa del mondo del 2007 fruttò ai sudafricani il primo posto nella classifica mondiale IRB, posizione che mantennero fino ad agosto 2008. Furono momentaneamente di nuovo primi durante il 2009.
Tabella relativa alle partite ufficiali disputate aggiornata al 2 novembre 2015:
| Nazione           | Giocate | Vinte | Perse | Pareggiate | % Vittorie |
| ----------------- | ------- | ----- | ----- | ---------- | ---------- |
| Argentina         | 25      | 22    | 3     | 1          | 90,9%      |
| Australia         | 84      | 46    | 35    | 1          | 55,6%      |
| Barbarians        | 7       | 3     | 4     | 0          | 42,9%      |
| British Lions     | 46      | 23    | 17    | 6          | 50%        |
| Canada            | 2       | 2     | 0     | 0          | 100%       |
| Figi              | 3       | 3     | 0     | 0          | 100%       |
| Francia           | 39      | 22    | 11    | 6          | 56,4%      |
| Galles            | 31      | 28    | 2     | 1          | 90,3%      |
| Georgia           | 1       | 1     | 0     | 0          | 100%       |
| Giappone          | 1       | 0     | 1     | 0          | 0%         |
| Inghilterra       | 37      | 23    | 12    | 2          | 62,2%      |
| Irlanda           | 23      | 16    | 5     | 1          | 72,7%      |
| Italia            | 13      | 12    | 1     | 0          | 92,3%      |
| Namibia           | 2       | 2     | 0     | 0          | 100%       |
| Nuova Zelanda     | 94      | 36    | 53    | 3          | 38,5%      |
| Pacific Islanders | 1       | 1     | 0     | 0          | 100%       |
| Romania           | 1       | 1     | 0     | 0          | 100%       |
| Samoa             | 9       | 9     | 0     | 0          | 100%       |
| Scozia            | 26      | 21    | 5     | 0          | 80,8%      |
| Spagna            | 1       | 1     | 0     | 0          | 100%       |
| Sudamérica XV     | 8       | 7     | 1     | 0          | 87,5%      |
| Tonga             | 2       | 2     | 0     | 0          | 100%       |
| Uruguay           | 3       | 3     | 0     | 0          | 100%       |
| World XV          | 5       | 5     | 0     | 0          | 100%       |
| Totale            | 457     | 289   | 147   | 21         | 63,2%      |

## Giocatori

### Rosa 2018
Quella che segue è la rosa di 35 giocatori selezionata per il The Rugby Championship 2018.

### Rosa attuale
Di seguito la rosa aggiornata a dicembre 2023.
| Giocatore            | Ruolo | Caps | Club                |
| -------------------- | ----- | ---- | ------------------- |
| Deon Fourie          | TL    | 9    | Stormers            |
| Malcolm Marx         | TL    | 64   | Kubota Spears       |
| Bongi Mbonambi       | TL    | 65   | Sharks              |
| Steven Kitshoff      | PL    | 79   | Ulster              |
| Vincent Koch         | PL    | 48   | Sharks              |
| Frans Malherbe       | PL    | 65   | Stormers            |
| Ox Nché              | PL    | 24   | Sharks              |
| Trevor Nyakane       | PL    | 65   | Racing 92           |
| Eben Etzebeth        | SL    | 117  | Sharks              |
| Jean Kleyn           | SL    | 4    | Munster             |
| Franco Mostert       | SL    | 70   | Honda Heat          |
| Marvin Orie          | SL    | 16   | Perpignano          |
| RG Snyman            | SL    | 31   | Munster             |
| Pieter-Steph du Toit | FL    | 73   | Toyota Verblitz     |
| Siya Kolisi (C)      | FL    | 80   | Racing 92           |
| Kwagga Smith         | FL    | 36   | Blue Revs           |
| Marco van Staden     | FL    | 17   | Bulls               |
| Duane Vermeulen      | FL    | 73   | (Ritirato nel 2024) |
| Jasper Wiese         | FL    | 26   | Leicester           |
| Faf de Klerk         | MM    | 51   | Canon Eagles        |
| Jaden Hendrikse      | MM    | 15   | Sharks              |
| Cobus Reinach        | MM    | 28   | Montpellier         |
| Grant Williams       | MM    | 8    | Sharks              |
| Manie Libbok         | MA    | 11   | Stormers            |
| Damian Willemse      | MA    | 36   | Stormers            |
| Handré Pollard       | MA    | 65   | Leicester           |
| Damian de Allende    | CE    | 75   | Wild Knights        |
| André Esterhuizen    | CE    | 16   | Harlequins          |
| Jesse Kriel          | CE    | 65   | Canon Eagles        |
| Lukhanyo Am          | CE    | 35   | Sharks              |
| Kurt-Lee Arendse     | TQ    | 12   | Bulls               |
| Cheslin Kolbe        | TQ    | 28   | Sungoliath          |
| Makazole Mapimpi     | TQ    | 41   | Sharks              |
| Canan Moodie         | TQ    | 10   | Bulls               |
| Willie le Roux       | ES    | 90   | Bulls               |

### Giocatori celebri
Tredici ex internazionali sudafricani sono stati indotti in totale nella International Rugby Hall of Fame e nella IRB Hall of Fame. Cinque sono membri solamente della International Rugby Hall of Fame, due sono membri solamente della IRB Hall of Fame, e quattro sono membri di entrambe le Hall of Fame.
Barry "Fairy" Heatlie (1872–1951), che giocò tra la fine del XIX secolo e i primi anni del XX secolo, fu uno dei primi grandi rugbisti sudafricani. Collezionò 34 presenze con la Western Province tra il 1890 e il 1904, con 28 partite vinte in Currie Cup. Giocò anche sei test con il Sud Africa contro i Lions nel 1891, 1896, e nel 1903, e fu anche capitano della formazione che vinse solamente due test negli anni 1890. Probabilmente la sua più grande eredità lasciata al rugby sudafricano è la maglia verde; a lui viene attribuita l'introduzione del colore per il test del Sud Africa disputato nel 1903 contro i Lions al Newlands Stadium. Venne indotto nella IRB Hall of Fame nel 2009.
Bennie Osler (1901–1962) giocò 17 test consecutivi tra il 1924 e il 1933. Mediano d'apertura, disputò il suo primo test contro i Lions in tour nel 1924. Giocò anche nella serie contro gli All Blacks del 1928, ma soprattutto fu il capitano degli Springboks nel tour del Grande Slam in Gran Bretagna nel 1931-32 quando sconfissero tutte e quattro le Home Nations. Disputò le ultime partite con la maglia sudafricana durante la serie di cinque incontri contro l'Australia quando questi si recarono in tour in Sud Africa nel 1933. Osler fu inserito nella International Rugby Hall of Fame nel 2007 e nella IRB Hall of Fame nel 2009.
Danie Craven fece il suo debutto nel 1931 con la formazione capitanata da Osler che realizzò il Grande Slam. Craven giocò ricoprendo diversi ruoli quali mediano d'apertura, mediano di mischia, centro e numero 8. Tuttavia Craven fu più famoso per avere reso popolare il passaggio col tuffo. Oltre a vincere il Grande Slam, Craven partecipò al tour del 1937 degli Springboks in Nuova Zelanda dove i sudafricani ottennero la prima vittoria di una serie contro gli All Blacks. La sua ultima apparizione da giocatore fu da capitano del Sud Africa in una serie di test contro i Lions. Dopo essersi ritirato dall'attività di giocatore, Craven divenne l'allenatore che guidò la squadra alla vittoria 4-0 nella serie di test contro gli All Blacks recatisi in Sud Africa in tour nel 1949. Nel 1956 venne eletto presidente della South African Rugby Board, posizione che mantenne fino alla nascita della South African Rugby Union nel 1991. Craven ebbe un ruolo determinante nella formazione della SARU e divenne il primo presidente esecutivo della federazione. L'influenza di Craven nel rugby sudafricano fu tale che divenne noto come "Mr Rugby"; venne indotto nella International Rugby Hall of Fame nel 1997 e nella IRB Hall of Fame nel 2007.
Hennie Muller (1922 –1977), inserito nella International Hall of Fame nel 2001, fu l'uomo a cui si attribuisce l'invenzione del moderno modo di gioco del numero 8. Disputò 13 test tra il 1949 e il 1953, vincendo anche una serie 4-0 contro gli All Blacks e realizzando un Grande Slam in un tour in Gran Bretagna e Irlanda. Venne soprannominato "il levriero" per la sua velocità mostrata in campo. Quando Harding e Williams scrissero riguardo alla serie di test del 1949 contro gli All Blacks, affermarono "(Okey) Geffin vinse la serie, forse, ma Muller lo rese possibile." Dei 13 test disputati Muller ne perse solo uno contro l'Australia nel 1953.
Nominato giocatore sudafricano del XX secolo nel 2000, Frik du Preez giocò 38 test tra il 1961 e il 1971. Du Preez era in grado di giocare sia flanker che seconda linea e fu uno degli avanti più dominanti degli anni 1960, ma era specialmente ben noto per le sue versatili abilità. Danie Craven disse di du Preez: "A mio avviso avrebbe potuto giocare in qualsiasi posizione su un campo di rugby con uguale talento." Fu inserito nella International Rugby Hall of Fame nel 1997 e nella IRB Hall of Fame nel 2009.
Morne du Plessis disputò 22 test per il Sud Africa tra il 1971 e il 1980. Il suo debutto fu come numero 8 nella serie di test vinta contro l'Australia nel 1971. Divenne capitano del Sud Africa, così come lo fu in precedenza il padre nel 1949 (unica coppia di capitani padre-figlio). Condusse il Sud Africa alla vittoria di una serie 3-1 contro la Nuova Zelanda nel 1976 e alla vittoria di una serie contro i Lions nel 1980 con lo stesso margine. Du Plessis venne indotto nella International Rugby Hall of Fame nel 1999.
Gli indotti nella International Rugby Hall of Fame Naas Botha, nel 2005, e Danie Gerber, indotto nel 2007, ebbero entrambi la carriera interrotta a causa dell'isolamento sportivo negli anni 1980 fino ai primi anni 1990. Botha fece il suo debutto contro i Giaguari Sudamericani nel 1980. Giocando come mediano d'apertura, Botha disputò 28 test segnando 312 punti prima del suo ritiro internazionale nel 1992. Botha contribuì significativamente alla vittoria degli Springboks nella serie contro i Lions nel 1980, e giocò anche per il World XV nell'incontro per il centenario della IRB al Twickenham Stadium. Anche Gerber debuttò nel 1980, e segnò 19 mete nei suoi 24 test prima di ritirarsi nel 1992. Segnò tre mete contro l'Inghilterra nel 1984, e giocò insieme a Botha nel World XV nel 1986. Nel primo test del Sud Africa dopo la caduta dell'apartheid, contro gli All Blacks nel 1992, segnò due mete.
François Pienaar e Joost van der Westhuizen furono due giocatori internazionali a cavallo delle ere amatoriale e professionistica. Giocarono entrambi la prima volta per gli Springboks nel 1993. Pienaar venne nominato capitano nel suo primo test contro la Francia, e continuò a capitanare la formazione sudafricana alla Coppa del Mondo 1995. In quella occasione guidò il Sud Africa alla vittoria della Coppa del Mondo, e ricevette il trofeo da Nelson Mandela che per l'occasione indossava la sua maglia col numero 6. Successivamente Nelson Mandela scrisse "Fu sotto la leadership ispiratoria di François Pienaar che il rugby divenne l'orgoglio dell'intera nazione. François ha unito la nazione." Pienaar entrò nella International Rugby Hall of Fame nel 2005. Anche Joost van der Westhuizen partecipò alla Coppa del Mondo 1995, ma continuò a giocare in altre due Coppe del Mondo. Mediano di mischia, van der Westhuizen giocò 89 test per il Sud Africa e segnò 38 mete. All'epoca del suo ritiro successivamente alla Coppa del Mondo 2003 era il giocatore sudafricano ad avere segnato più mete con la nazionale e ad avere collezionato più presenze. Entrò nella International Rugby Hall of Fame due anni dopo Pienaar, nel 2007.
Segue una lista dei giocatori più celebri del passato (tra parentesi gli anni in cui hanno giocato in nazionale).
- Mark Andrews, (1994-2001)
- Bakkies Botha, (2002-2014)
- Naas Botha, (1980-1992)
- Schalk Burger, (2003-2015)
- Danie Craven, (1931-1938)
- James Dalton, (1994-2002)
- Jannie de Beer, (1996-2002)
- Dawie de Villiers, (1962-1970)
- Jean de Villiers, (2002-2015)
- Naka Drotské, (1993-1999)
- Morné du Plessis, (1971-1980)
- Frik du Preez, (1961-1971)
- Os du Randt, (1994-2007)
- Johan Erasmus, (1997-2001)
- Adrian Garvey, (1996-1999)
- Danie Gerber, (1980-1992)
- Henry Honiball, (1993-1999)
- André Joubert, (1989-1997)
- Louis Koen, (2000-2003)
- Corne Krige, (1999-2004)
- Victor Matfield, (2001-2015)
- Percy Montgomery, (1997-2008)
- Japie Mulder, (1994-2001)
- Hennie Muller, (1949-1953)
- Pieter Muller, (1992-1999)
- Flip Nel, (1928-1937)
- Bennie Osler, (1924-1933)
- Breyton Paulse, (1999-2007)
- François Pienaar, (1993-1996)
- André Pretorius, (2002-2007)
- Brent Russell, (2002-2006)
- Lawrence Sephaka, (2001-2006)
- Bobby Skinstad, (1997-2007)
- James Small, (1992-1997)
- John Smit, (2000-2011)
- André Snyman, (1996-2006)
- Joël Stransky, (1993-1996)
- Gary Teichmann, (1995-1999)
- Stefan Terblanché, (1998-2003)
- Joost van der Westhuizen, (1993-2003)
- Jaco van der Westhuyzen, (2000-2005)
- AJ Venter, (2000-2006)
- André Venter, (1996-2001)
- Brendan Venter, (1994-1999)
- Kobus Wiese, (1993-1996)
- Chester Williams, (1993-2000)

### Record individuali

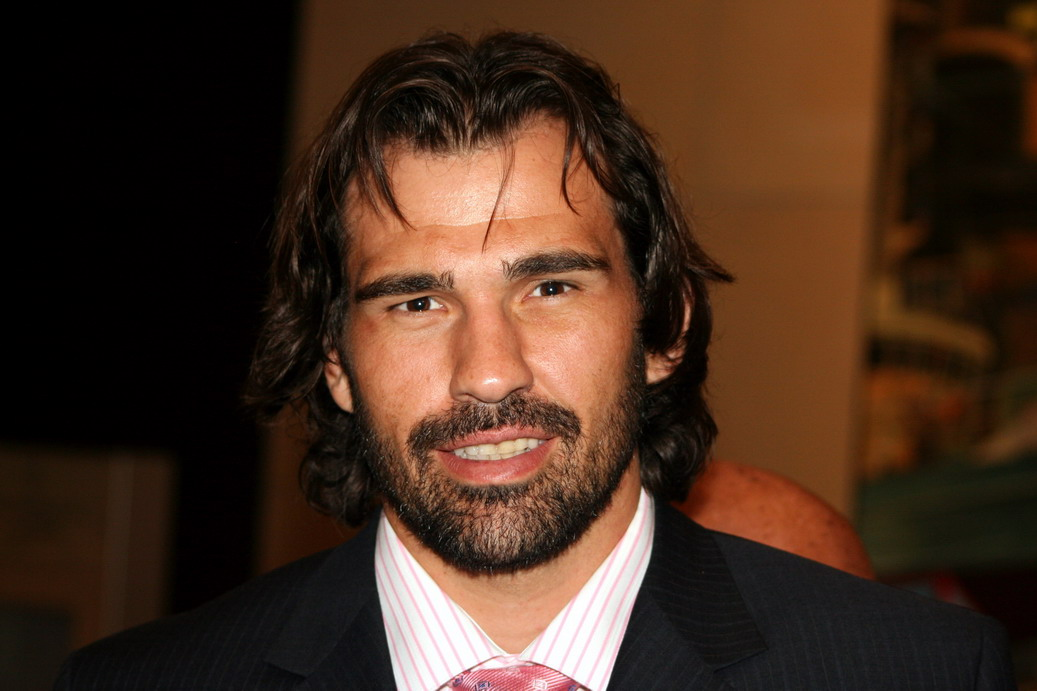
Victor Matfield è il detentore del maggior numero di presenze con gli Springbok.

Di seguito sono riportati i principali record individuali relativi ai giocatori della nazionale sudafricana. I giocatori ancora in attività sono indicati in grassetto. Le cifre sono aggiornate al 21 novembre 2016.

#### Presenze in nazionale
Il maggior numero di presenze è detenuto da Eben Etzebeth che ne ha collezionate 128; oltre quota 100 seguono altri quattro giocatori.
1. Eben Etzebeth-128
2. Victor Matfield - 127
3. Bryan Habana - 124
4. John Smit - 111
5. Jean de Villiers - 109
6. Percy Montgomery - 102
7. Joost van der Westhuizen - 89
8. Ruan Pienaar - 88
9. Schalk Burger - 86
10. Tendai Mtawarira - 86
11. Bakkies Botha - 85

#### Punti realizzati

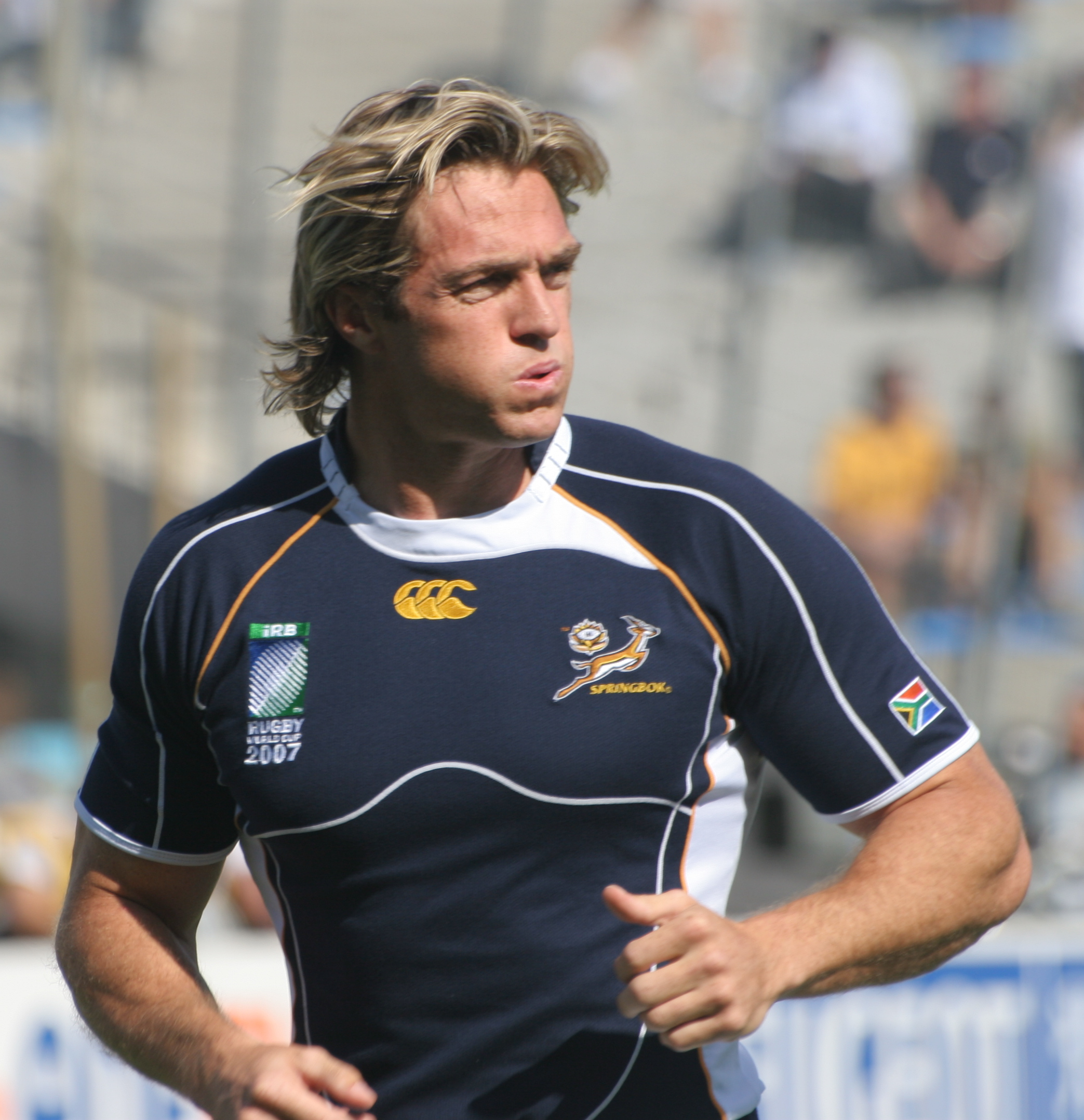
Percy Montgomery è il maggiore realizzatore di punti con la maglia del Sudafrica.

Il primato del maggior numero di punti realizzati spetta a Percy Montgomery che ne ha messi a segno 893; tra l'altro fu il miglior realizzatore alla Coppa del Mondo 2007 con 105 punti che contribuirono alla vittoria finale del titolo mondiale.
1. Percy Montgomery - 893
2. Morné Steyn - 736
3. Bryan Habana - 335
4. Naas Botha - 312
5. Joël Stransky - 240
6. Braam van Straaten - 221
7. Joost van der Westhuizen - 190
8. Handré Pollard - 188
9. Jannie de Beer - 181
10. André Pretorius - 171

#### Mete realizzate

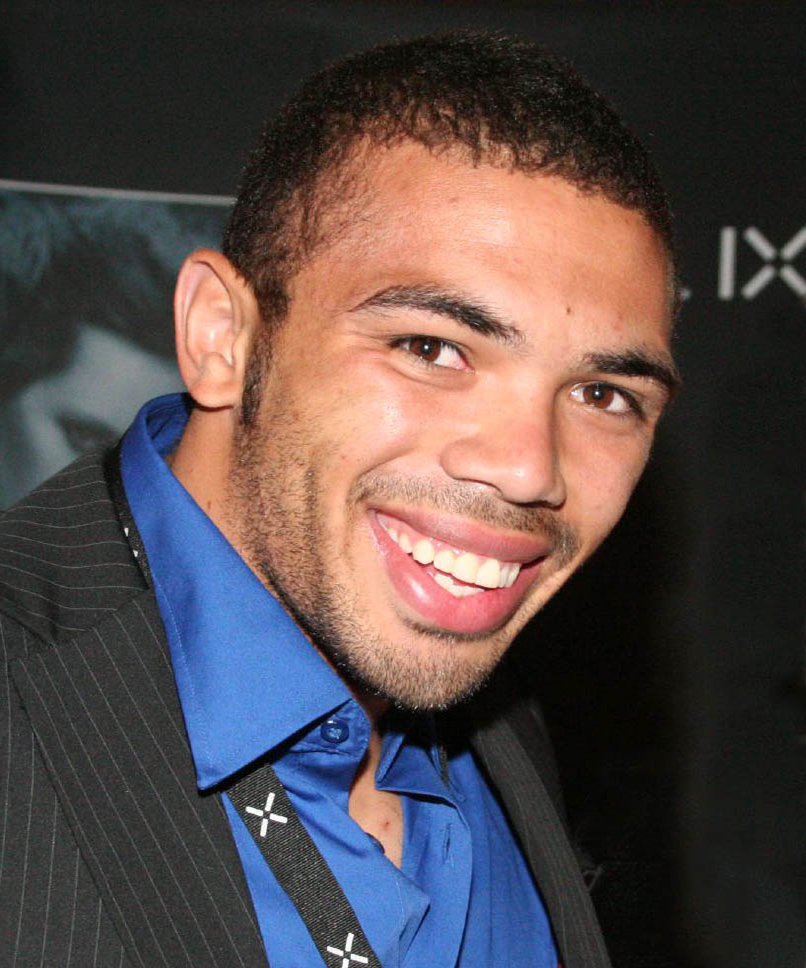
Bryan Habana è il giocatore sudafricano che ha realizzato il maggior numero di mete.

Bryan Habana, con le sue 67 mete realizzate, è il giocatore che ha realizzato il maggior numero di mete per gli Springboks. Habana ha coronato una eccezionale prestazione alla Coppa del Mondo 2007 risultando il miglior marcatore di mete, realizzandone 8. Joost van der Westhuizen, al secondo posto con 38 mete realizzate, fu invece uno dei protagonisti della Coppa del Mondo vinta nel 1995.
1. Bryan Habana - 67
2. Joost van der Westhuizen - 38
3. Jaque Fourie - 32
4. Jean de Villiers - 27
5. Breyton Paulse - 26
6. Percy Montgomery - 25
7. JP Pietersen - 24
8. Makazole Mapimpi -22
9. Pieter Rossouw - 21
10. James Small - 20
11. Danie Gerber - 19

## Allenatori
Danie Craven divenne allenatore del Sudafrica nel 1949. Già in precedenza internazionale sudafricano, iniziò la sua nuova carriera vincendo 4-0 una serie contro gli All Blacks. Inoltre guidò gli Springboks in un tour trionfale delle Isole britanniche e della Francia, durante il quale vinse 30 dei 31 incontri disputati, tra cui un Grande Slam contro le cinque Home Nations britanniche. In quell'epoca gli Springboks rimasero imbattuti per dieci partite, prima di perdere nel secondo test contro l'Australia nel 1953. In totale, con Craven allenatore, la nazionale sudafricana collezionò 17 vittorie in 23 test disputati.
Kitch Christie guidò gli Springboks dall'ottobre 1994 al novembre 1995. Con il suo capitano François Pienaar, gestì una squadra che ottenne 14 vittorie in 14 partite. Nel 1995 portò il Sudafrica alla vittoria nella Coppa del Mondo, motivo di orgoglio per una nuova nazione unita e riconciliata.

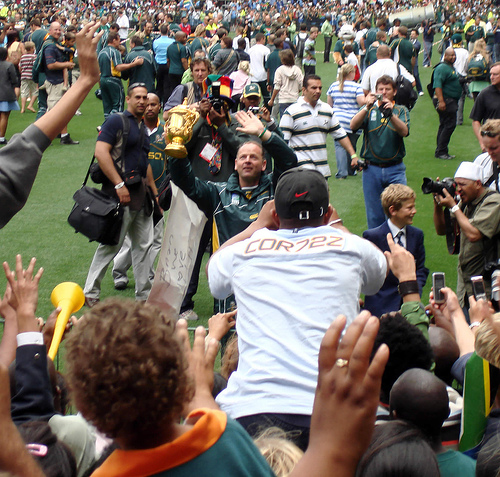
Jake White con il trofeo Web Ellis vinto nel 2007

Nick Mallett divenne allenatore della squadra nel 1997. Sotto la sua guida, gli Springboks realizzarono la serie record di 17 vittorie consecutive, interrotta nel dicembre 1998 a Twickenham contro l'Inghilterra. Nello stesso anno il Sudafrica vinse il Tri Nations 1998, mentre alla Coppa del Mondo 1999 dovettero cedere in semifinale contro i futuri campioni dell'Australia. L'esclusione di Gary Teichmann e le sue critiche pubbliche contro la SARU l'obbligarono a dimettersi nel 2000 con un bilancio di 27 vittorie in 38 incontri disputati.
Jake White allenò la nazionale sudafricana dal 2004 al 2007. In questo periodo gli Springboks vinsero il Tri Nations 2004, con l'ultima vittoria che risaliva al 1998. Nel 2005 vinsero contro Wallabies e All Blacks (unica sconfitta dei neozelandesi nel 2005). I risultati degli Springboks furono meno positivi nel 2006, ma Jake White ebbe fiducia nel potenziale di quel gruppo e preparò serenamente la Coppa del Mondo 2007.
La Coppa del Mondo fu un successo sia in termini di gioco espresso che di risultati ottenuti. Gli Springboks terminarono imbattuti la competizione, Percy Montgomery fu il maggiore realizzatore di punti di quella edizione, mentre Bryan Habana, che sarà designato miglior giocatore dell'anno dalla IRB, fu il maggior realizzatore di mete. Dopo il successo alla Coppa del Mondo 2007, Jake White si dimise portando a termine la stagione 2007. Dal 2008 gli subentrò Peter de Villiers sulla panchina degli Springboks, il quale si ritirò dopo la Coppa del Mondo 2011. Al suo posto assunse l'incarico Heyneke Meyer il quale, dopo una gestione tra alti e bassi, condusse il Sudafrica alla conquista del terzo posto alla Coppa del Mondo di rugby 2015.
Segue una tabella che elenca gli allenatori del Sudafrica sin dal 1949.
| Nome              | Periodo               | Vittorie % |
| ----------------- | --------------------- | ---------- |
| Danie Craven      | 1949–1956             | 74%        |
| Basil Kenyon      | 1958                  | 0%         |
| Hennie Muller     | 1960–1961, 1963, 1965 | 44%        |
| Boy Louw          | 1960–1961, 1965       | 67%        |
| Izak van Heerden  | 1962                  | 75%        |
| Felix du Plessis  | 1964                  | 100%       |
| Ian Kirkpatrick   | 1967, 1974            | 60%        |
| Avril Malan       | 1969–1970             | 50%        |
| Johan Claassen    | 1964, 1970–1974       | 50%        |
| Nelie Smith       | 1980–1981             | 80%        |
| Cecil Moss        | 1982–1989             | 83%        |
| John Williams     | 1992                  | 20%        |
| Ian McIntosh      | 1993–1994             | 33%        |
| Kitch Christie    | 1994–1996             | 100%       |
| Andre Markgraaff  | 1996                  | 61%        |
| Carel du Plessis  | 1997                  | 37%        |
| Nick Mallett      | 1997–2000             | 71%        |
| Harry Viljoen     | 2000–2002             | 53%        |
| Rudolph Straeuli  | 2002–2003             | 52%        |
| Jake White        | 2004–2007             | 67%        |
| Peter de Villiers | 2008–2011             | 61,7%      |
| Heyneke Meyer     | 2012–2016             | 66,7%      |
| Allister Coetzee  | 2016–2018             | 47%        |
| Rassie Erasmus    | 2018-                 |            |

## I tour
Il primo storico tour del Sud Africa nel 1906-1907 in Gran Bretagna e Francia fu anche l'evento in cui venne coniato il soprannome "Springboks". Nei test ufficiali disputati la formazione sudafricana perse solo contro la Scozia. Nel tour del 1921 il Sud Africa si reca per la prima volta in Australia e Nuova Zelanda; gli Springboks si impongono 3-0 contro i Wallabies, mentre pareggiano la serie contro gli All Blacks.
Il tour del 1931-1932 fu quello del Grande Slam contro tutte e quattro le Home Nations britanniche, con una nazionale sudafricana che vinse 23 dei 26 incontri disputati (due pareggi e una sconfitta) ma che venne critica per il tipo di gioco adottato. Nel 1937 quella che viene considerata una delle migliori formazioni nella storia degli Springboks si recò nuovamente in tour in Australia e Nuova Zelanda vincendo la serie contro i Wallabies 2-0 e imponendosi per la prima volta contro gli All Blacks in terra neozelandese col punteggio di 2-1.
Nel tour in Gran Bretagna e Francia del 1951-1952 i sudafricani ripeterono il Grande Slam sulle Home Nations, oltre a sconfiggere la Francia 25-3. Il tour del 1971 in Australia, in cui gli Springboks vinsero la serie di incontri coi Wallabies per 3 a 0, viene ricordato per i disordini e le violenti proteste scatenatesi contro il regime di apartheid in vigore in Sud Africa.

## Stadi

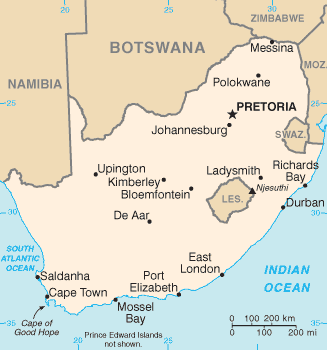
Cartina del Sud Africa che mostra le principali città

Gli Springboks non utilizzano un unico stadio nazionale per le loro partite casalinghe, ma giocano in diverse località sparse per il Sud Africa. L'Ellis Park Stadium di Johannesburg, dotato di 60.000 posti a sedere, fu la sede principale per la Coppa del Mondo di rugby 1995, dove gli Springboks sconfissero gli All Blacks in finale.
Altre sedi abituali per i test includono il Loftus Versfeld Stadium di Pretoria, il Newlands Stadium di Città del Capo, il Kings Park Stadium di Durban, il Free State Stadium di Bloemfontein, e l'Nelson Mandela Bay Stadium di Port Elizabeth. Gli Springboks hanno disputato il loro primo incontro al Soccer City il 21 agosto 2010, in occasione della partita del Tri Nations contro la Nuova Zelanda.
Altri stadi che sono stati utilizzati per ospitare test internazionali includono il Buffalo City Stadium di East London e il Puma Stadium di Witbank.
Il primo incontro internazionale in assoluto del Sud Africa fu disputato al St George's Park Cricket Ground nel 1891. L'Ellis Park venne costruito nel 1928, e nel 1955 ospitò una partita tra Sud Africa e British and Irish Lions a cui assistette una cifra record di 100.000 spettatori.
Si crede che gli Springboks abbiano un notevole vantaggio sulle squadre ospiti quando giocano ad elevate altitudini sull'Alto Veld. Gli incontri disputati all'Ellis Park, Loftus Versfeld, o al Free State Stadium si ritiene presentino problemi fisici, e la partita viene influenzata in diversi altri modi, come il pallone che viaggia più lontano quando viene calciato. Gli esperti non sono d'accordo se le scarse prestazioni delle squadre ospiti quando giocano ad altitudine siano maggiormente dovute a uno stato mentale piuttosto che a una reale sfida fisica.